# Gakuya Horii
Gakuya Horii (jap. 堀井 岳也 Horii Gakuya; ur. 3 lipca 1975) – japoński piłkarz występujący na pozycji napastnika.

## Kariera klubowa
Od 1998 do 2006 roku występował w klubach Ventforet Kofu, Montedio Yamagata i Consadole Sapporo.